# Open and Free Technology Community
Open and Free Technology Community, aussi appelée OFTC (Communauté de la technologie libre et gratuite) est un réseau IRC qui fournit des services d'hébergement de salons aux membres de la communauté du logiciel libre partout dans le monde.

## Histoire
L'OFTC a été créé vers la fin de l'année 2001 par un groupe de membres expérimentés des communautés de l'open source et du logiciel libre dans le but d'aider ces dernières à avoir une meilleure communication et donc un meilleur développement et de meilleurs infrastructures de support.